# Constantia australis
Constantia australis là một loài thực vật có hoa trong họ Lan. Loài này được (Cogn.) Porto & Brade mô tả khoa học đầu tiên năm 1935.